# Lavernat
Lavernat település Franciaországban, Sarthe megyében. Lakosainak száma 585 fő (2022. január 1.). Lavernat Beaumont-Pied-de-Bœuf, Vaas, Verneil-le-Chétif, Luceau, Mayet és Montval-sur-Loir községekkel határos.

## Népesség
A település népességének változása:
| Lakosok száma | 633  | 615  | 613  | 599  | 591  | 586  | 586  | 585  | 585  |
|               | 2013 | 2015 | 2016 | 2017 | 2018 | 2019 | 2020 | 2021 | 2022 |